# Campionato europeo maschile under 20 di pallavolo 1986
Il campionato europeo juniores di pallavolo maschile 1986 si è svolto dal 17 al 24 luglio 1986 a Pazardžik e Plovdiv, in Bulgaria. Al torneo hanno partecipato 12 squadre nazionali europee e la vittoria finale è andata per la prima volta alla Bulgaria.

## Regolamento
Le dodici sono state divise in tre gironi: al termine della prima fase, le prime due classificate di ogni girone hanno acceduto al girone per il primo posto, conservando il risultato dello scontro diretto, mentre le ultime due classificate classificate hanno acceduto al girone per il settimo posto, conservando il risultato dello scontro diretto.

## Gironi
| Girone A                                        | Girone B                                  | Girone C                                |
| ----------------------------------------------- | ----------------------------------------- | --------------------------------------- |
| Jugoslavia Paesi Bassi Polonia Unione Sovietica | Belgio Germania Ovest Germania Est Italia | Bulgaria Cecoslovacchia Francia Romania |

## Classifica finale
| Classifica | Squadre          | Qualificazione                   |
| ---------- | ---------------- | -------------------------------- |
|            | Bulgaria         | Campionato europeo juniores 1988 |
|            | Romania          |                                  |
|            | Germania Ovest   | Campionato europeo juniores 1988 |
| 4          | Unione Sovietica |                                  |
| 5          | Paesi Bassi      |                                  |
| 6          | Italia           |                                  |
| 7          | Germania Est     |                                  |
| 8          | Polonia          |                                  |
| 9          | Francia          |                                  |
| 10         | Cecoslovacchia   |                                  |
| 11         | Jugoslavia       |                                  |
| 12         | Belgio           |                                  |